# Бузъу (река)
Бузъу (на румънски: Buzău) е река в Румъния (окръзи Брашов, Ковасна, Бузъу и Браила), десен приток на Сирет (ляв приток на Дунав). Дължина 302 km. Площ на водосбарния басейн 5264 km².
Река Бузъу води началото си на 1075 m н.в., от северния склон на планината Бърса (в крайната южна част на Източните Карпати), в югоизточната част на окръг Брашов в Румъния. В началото тече на север, а при град Интърсура Бузулуй рязко завива на юг и чрез дълбок и тесен каньон прорязва крайната южна част на Източните Карпати, между масивите Сириу на запад и Пентелеу на изток. В този участък река Бузъу е типична планинска река с тясна долина, в отделни участъци с малки долинни разширения и бурно течение. В района на град Бузъу излиза от планините и пресича в североизточно направление североизточната част на Долнадунавската равнина. Тук долината ѝ става много широка и плитка, течението бавно и мудно, а коритото ѝ е изпъстрено със стотици меандри, старици и крайречни езера (Амара, Балта Албе и др.). Влива се отдясно в река Сирет (ляв приток на Дунав), на 9 m н.в., североизточно от село Войнещи, в северната част на окръг Браила.
На юг, югозапад, запад и север водосборният басейн на Бузъу граничи с водосборните басейни на реките Келменцуй, Яломица и Олт (леви притоци на Дунав), а на север – с водосборните басейни на реките Путна и Ръмнику Сърат (десни притоци на Сирет). В тези си граници площта на водосборния басейн на реката възлиза на 5264 km² (11,97% от водосборния басейн на Сирет). Основните притоци Бузъу са десни: Бачка Маре (81 km, 785 km²), Сленик (73 km, 580 km²), Кълнеу (57 km, 208 km²), Валея Боулуи (53 km, 420 km²).
Подхранването на реката е смесено – дъждовно и снежно, с ясно изразено пролетнопълноводие.
По средното и долно течение на Бузъу са разположени множество населени места, като най-голямо селище е град Бузъу.